# Brniševo
Brniševo (cyr. Брнишево) – wieś w Serbii, w okręgu raskim, w gminie Tutin. W 2011 roku liczyła 37 mieszkańców.